# Escola Catalana de la Festa
L'Escola Catalana de la Festa o Festcat eren quatre escoles d'estiu de cultura popular organitzades a Llívia, Esterri d’Àneu, Torroella de Montgrí i Horta de Sant Joan pel Centre de Promoció de la Cultura Popular i Tradicional Catalana, al marc del conjunt d'activitats i programes formatius del Departament de Cultura de la Generalitat de Catalunya. Tenien per objecte promoure la participació, la innovació, la normalització i la millora de la cultura popular i tradicional del país. Aquests objectius s'assoleixen mitjançant una acció global, bàsicament de caràcter formatiu, que tracta la cultura popular com a patrimoni del territori i com a motor de cohesió social i de la integració intercultural.
A Llívia, la participació va caure de més 150 participants el 2011 cap a només vint el 2012 i va ser la darrera edició que va celebrar-s'hi. La Direcció de Cultura Popular, Associacionisme i Acció Popular, que va reprendre les activitats del Centre de Promoció de la Cultura Popular i Tradicional, va suprimir l'esdeveniment, per causa de les retallades i per manca de base social. Els altres cursos d'estiu, com Dansàneu, un curs de dansa tradicional, a Esterri d'Àneu, el de jocs tradicionals, a Tarrega i Anglesola, la música tradicional i molts altres continuen sent promoguts pel Departament reunits en un programa nou que s'intitula «Campus de Cultura Popular» al qual es coordinen i promouen diferents escoles d'estiu.

## Videografia
- Festcat 09: Escoles d'Estiu de Cultura Popular, Barcelona, Patofilms S.L., DL 2009, 59 min.